# Макеевка (Киевская область)
Маке́евка (укр. Макіївка) — село, входит в Белоцерковский район Киевской области Украины.
Население по переписи 2001 года составляло 752 человека. Телефонный код — 04563.
Находится на холмистом месте на берегах реки Красная, в которую на территории села впадает очень много ручьев.

## Местный совет
09140, Киевская обл., Белоцерковский р-н, с. Макеевка, ул. Чайковского, 2.

## История
Село Макеевка было в составе Василевской волости Васильковского уезда Киевской губернии. В селе была Покровская церковь.